# 내평마을 길쌈노래
내평마을 길쌈노래는 대한민국 전라남도 화순군 화순읍에 있다. 2013년 12월 12일 화순군의 향토문화유산 제64호로 지정되었다.